# Navarretia leucocephala
Navarretia leucocephala är en blågullsväxtart som beskrevs av George Bentham. Navarretia leucocephala ingår i släktet navarretior, och familjen blågullsväxter.

## Underarter
Arten delas in i följande underarter:
- N. l. bakeri
- N. l. diffusa
- N. l. leucocephala
- N. l. minima
- N. l. pauciflora
- N. l. plieantha

## Bildgalleri

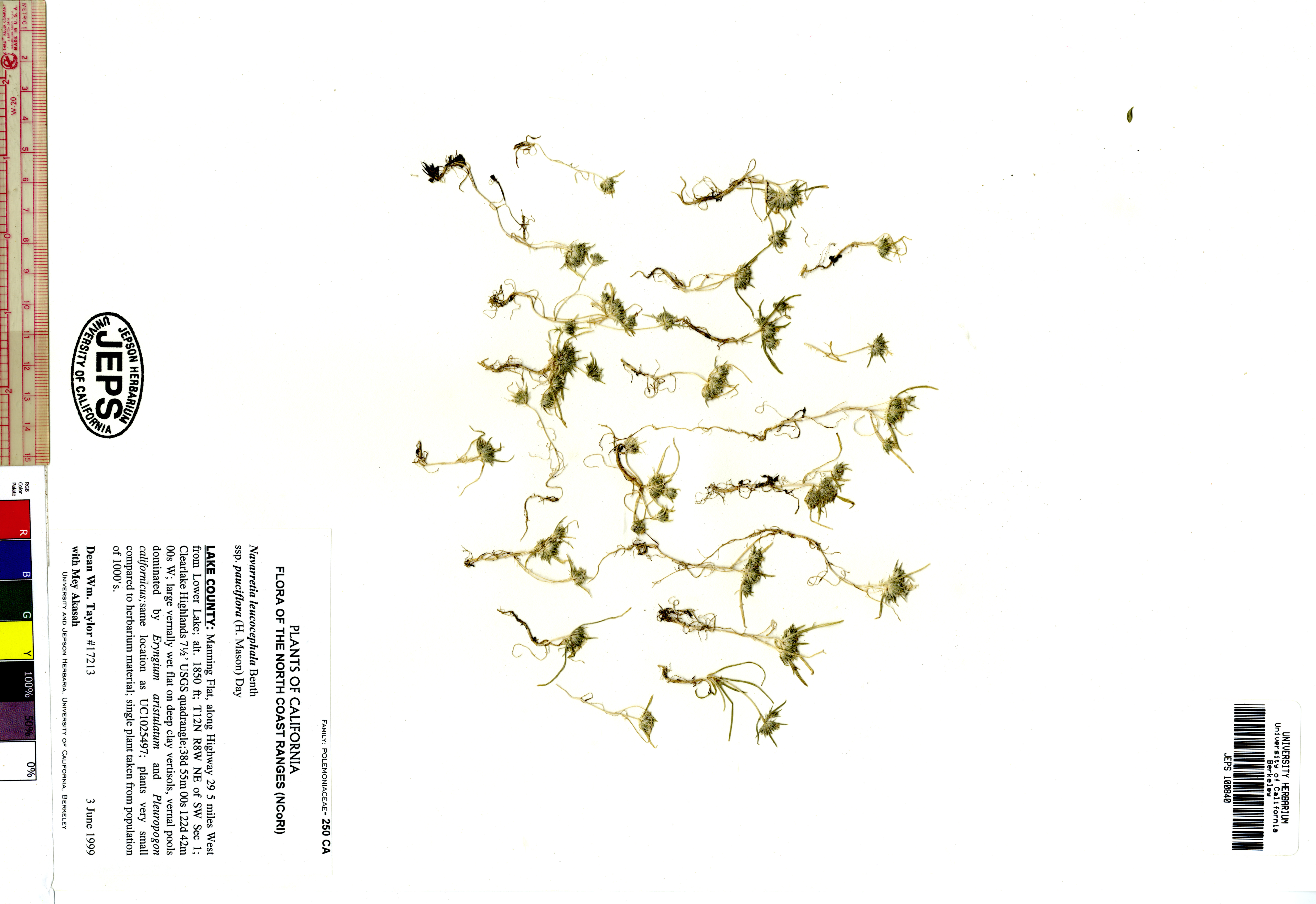